# Valjala-Kogula
Valjala-Kogula (Duits: Koggul) is een plaats in de Estlandse gemeente Saaremaa, provincie Saaremaa. De plaats heeft de status van dorp (Estisch: küla) en telt 13 inwoners (2021).
Tot in oktober 2017 behoorde Valjala-Kogula tot de gemeente Valjala en heette de plaats Kogula. In die maand werd Valjala bij de fusiegemeente Saaremaa gevoegd. Daarbij werd dit Kogula herdoopt in Valjala-Kogula, omdat er nog een tweede dorp Kogula in de nieuwe gemeente lag.

## Geschiedenis
(Valjala-)Kogula werd voor het eerst genoemd in 1645 onder de Duitse naam Koggul. Tussen 1744 en 1750 werd een landgoed Koggul gesticht, een kroondomein. In 1920 werd Kogula genoemd als nederzetting op het voormalige landgoed.
In 1977 werden de nederzettingen Kogula en Ure-Lilbi bij het buurdorp Veeriku gevoegd. In 1997 werd Kogula een zelfstandig dorp. Ure-Lilbi bleef daarbij deel uitmaken van Kogula.